# Stazione di Cadeo
La stazione di Cadeo è una fermata ferroviaria posta sulla linea Milano-Bologna; serve il centro abitato di Roveleto, frazione del comune di Cadeo.
La stazione si trova nel centro del paese.

## Storia
Attivata come stazione, venne trasformata in fermata il 15 aprile 2012.

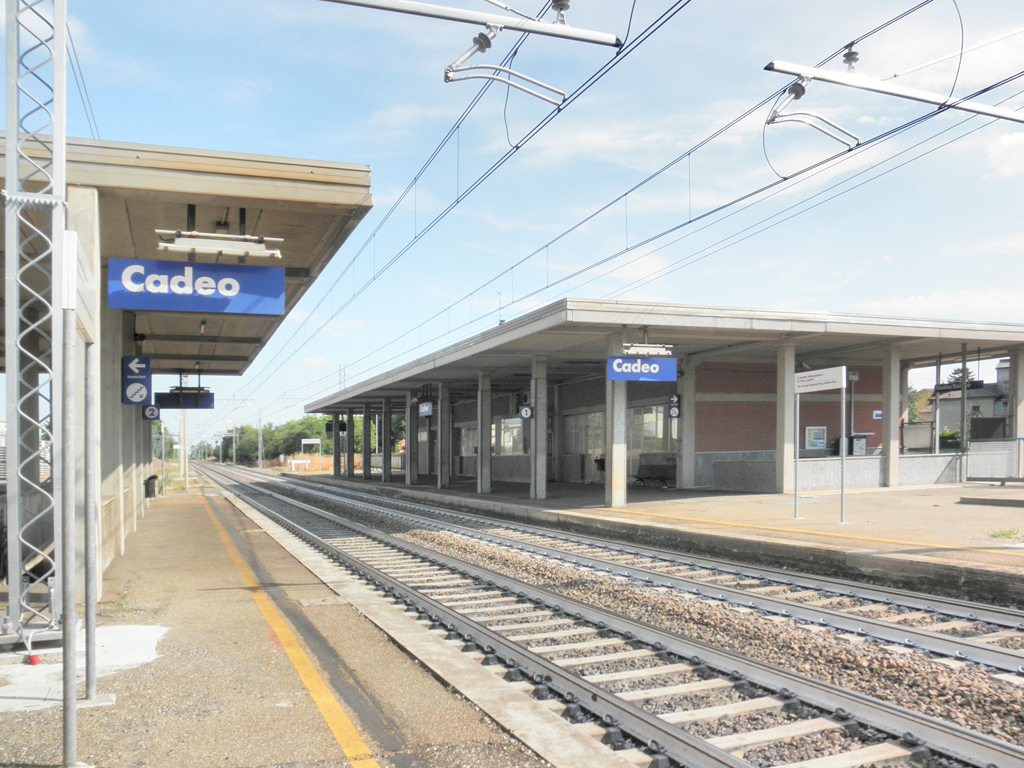
I binari

## Strutture e impianti
Il fabbricato viaggiatori è una costruzione a due piani, di cui solo quello inferiore accessibile ai viaggiatori. All'interno dell'edificio è presente una sala che originariamente ospitava la biglietteria a sportello, poi chiusa.
La stazione dispone di due binari dedicati al servizio passeggeri, dotati di banchina, riparati da pensiline e collegati tra loro tramite un sottopassaggio dotato di videosorveglianza.
Prima del declassamento a fermata erano presenti binari di precedenza dedicati allo scalettamento dei treni merci in attesa di binari liberi alla stazione di Piacenza. Con il declassamento questi binari sono stati eliminati.

## Movimento

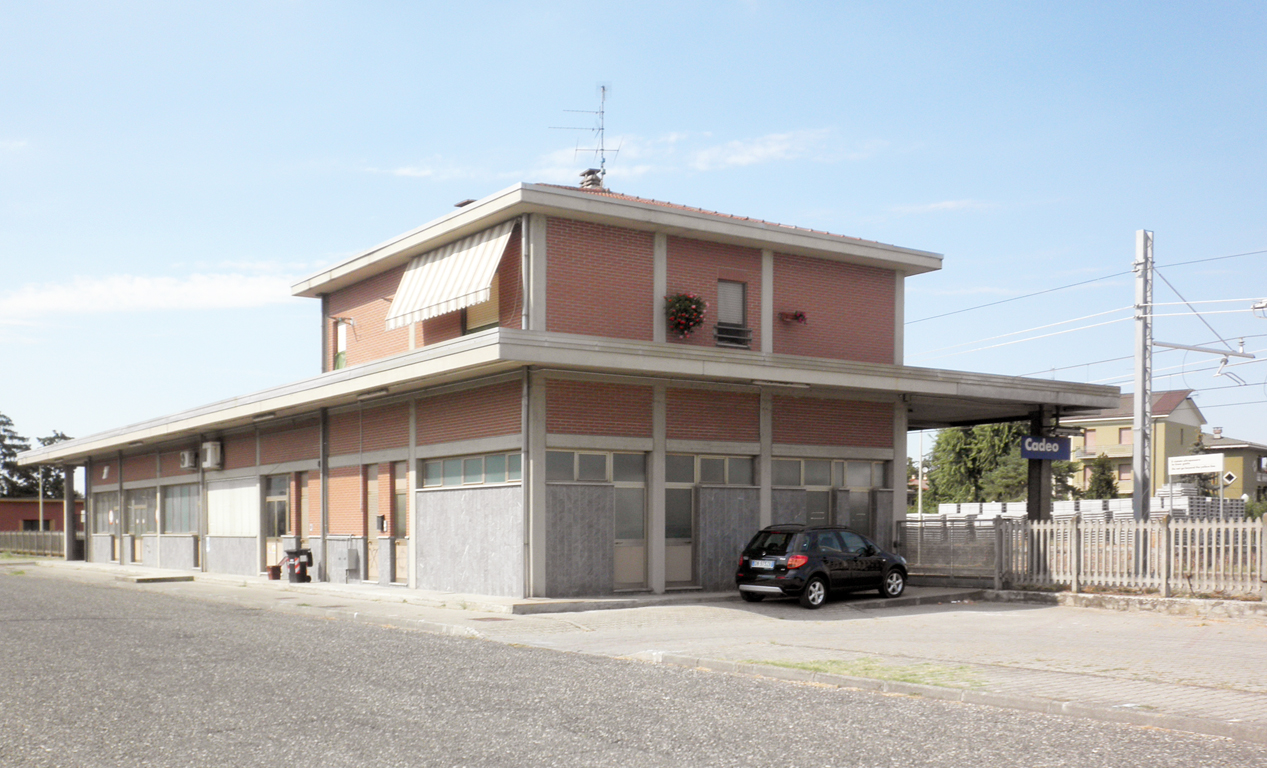
il Fabbricato viaggiatori

La stazione è servita da treni regionali svolti da Trenitalia Tper nell'ambito del contratto di servizio stipulato con la regione Emilia-Romagna.
Nella stazione fermano treni regionali e regionali veloci da e per Milano, Ancona, Pesaro e Bologna.
A novembre 2019, la stazione risultava frequentata da un traffico giornaliero medio di circa 33 persone (18 saliti + 15 discesi).

## Servizi
La stazione è classificata da RFI nella categoria "Bronze".
La stazione è dotata di un parcheggio per le auto davanti all'ingresso.
- Biglietteria automatica[8]